# Nuphar
Nuphar is een geslacht van waterplanten uit de waterleliefamilie (Nymphaeaceae). De soorten uit het geslacht komen voor op het noordelijk halfrond, waar ze aangetroffen worden in het biogeografische gebied Holarctis en aangrenzende subtropische gebieden.  

## Soorten
- Sectie Astylus
  - Nuphar advena (Aiton) W.T.Aiton
  - Nuphar carlquistii DeVore, Taylor, & Pigg †
  - Nuphar polysepala Engelm.
  - Nuphar sagittifolia (Walter) Pursh
  - Nuphar variegata Engelm. ex Durand

- Sectie Nuphar
  - Nuphar japonica DC.
  - Nuphar lutea (L.) Sm. - Gele plomp
  - Nuphar microphylla (Pers.) Fernald
  - Nuphar pumila (Timm) DC. - Kleine plomp

... · 
Barclaya · 
Euryale · 
Nuphar · 
Nymphaea · 
Victoria · 
...